# Organización para la Independencia Kachin
La Organización para la Independencia de Kachin (en birmano: ကချင်လွတ်လပ်ရေး အဖွဲ့ချုပ်, abreviado KIO por sus siglas en inglés Kachin Independence Organization) es una organización política kachin en Birmania, establecida el 5 de febrero de 1961. Como brazo armado dispone del Ejército para la Independencia Kachin, que opera en los estados de Kachin y Shan.

## Historia
En 1960, dos disidentes kachin y ex soldados del ejército de Birmania, Lamung Tu Jai y Lama La Ring, se pusieron en contacto con su colega disidente Zaw Seng y fundaron la Organización para la Independencia de Kachin. Zaw Seng se convirtió en el primer líder de la Organización para la Independencia Kachin, Zaw Tu se convirtió en el primer líder adjunto y Lama La Ring en el primer secretario.
Cuando las autoridades birmanas comenzaron a responder a las acciones del KIO, muchos jóvenes disidentes kachin pasaron a la clandestinidad para unirse al KIO. Un año después, el 5 de febrero de 1961, el ejército privado de 100 efectivos del KIO se reorganizó en el Ejército de Independencia de Kachin (KIA) y se convirtió en el brazo armado del KIO. Tras el golpe de Estado de 1962, el KIO amplió su brazo armado con nuevos reclutas.
Los soldados del Tatmadaw lucharon contra los insurgentes del KIA durante más de 33 años hasta que se negoció un alto el fuego entre los dos bandos opuestos en 1994. El alto el fuego duró 17 años hasta junio de 2011, cuando el Tatmadaw reanudó sus operaciones contra el KIA.

## Servicios
La Organización para la Independencia Kachin opera un sistema educativo en áreas bajo su control, administrando más de 200 escuelas.

## Financiamiento
El KIO financia la mayoría de las actividades de su brazo armado a través del comercio transfronterizo con China de jade, madera y oro. El dinero también se recauda a través de los impuestos por el Ejército para la Independencia Kachin a los locales.